# NGC 2121
NGC 2121 (również ESO 57-SC40) – gromada otwarta, znajdująca się w gwiazdozbiorze Góry Stołowej. Należy do Wielkiego Obłoku Magellana. Odkrył ją John Herschel 9 lutego 1836 roku.